# Высадка в бухте Кип
Высадка в бухте Кип — британская десантная операция 15 сентября 1776 года, на восточном берегу современного Манхэттена, начало второй фазы штурма Нью-Йорка в ходе Американской войны за независимость.
Операция окончилась решительной победой британцев. В результате Континентальная армия отошла к Гарлем-хайтс, уступив Нью-Йорк и нижнюю половину острова. Однако на следующий день, при Гарлем-хайтс, британцы не добились победы, а американцы сохранили армию от разгрома.

## Предыстория
В 1775 и в начале 1776 года Американская война за независимость разворачивалась для британцев неблагоприятно. Прибытие тяжёлых орудий в лагерь Континентальной армии под осаждённым Бостоном побудило генерала Уильяма Хау в марте 1776 года уйти из Бостона в Галифакс (Новая Шотландия). Там он перегруппировался, пополнил припасы и получил подкрепления, и в июне, имея свыше 20 000 войск на 120 кораблях и судах, вышел на Нью-Йорк. Предвидя, что следующей целью англичан станет Нью-Йорк, генерал Джордж Вашингтон двинул к нему свою армию, на помощь генералу Патнэму в приготовлении обороны. Его задача осложнялась большим количеством пригодных для высадки мест.
Войска Хау беспрепятственно начали высадку на Стэтен-Айленд в начале июля, а 22 августа сделали ещё одну промежуточную высадку на Лонг-Айленд, где Континентальная армия Вашингтона организовала подготовленную оборону. 27 августа произошло Лонг-Айлендское сражение, генерал Хау частью армии атаковал позиции американцев на Гуанских высотах, а другой вышел им в тыл. Континентальная армия оказалась загнана в укрепления Бруклина между британской армией спереди и рекой Ист-Ривер позади. Но в ночь на 30 августа Вашингтон успешно эвакуировал всю свою армию (свыше 9000 человек), кроме тяжёлого вооружения, на остров Йорк (тогдашнее название Манхэттена).
Несмотря на показанные во время эвакуации дисциплину и единство, армия скоро впала в безнадёжность. Многие ополченцы, в том числе те, у кого срок летнего призыва заканчивался в августе, отправились по домам. В войсках выражали недоверие командованию и открыто высказывались за возвращение колоритного и популярного генерала Чарльза Ли. Вашингтон направил послание Второму Континентальному конгрессу в Филадельфии, запрашивая указаний — а именно, следует ли оставить Нью-Йорк и сжечь его дотла. Вашингтон писал:

Они [англичане] могут получить огромные выгоды от него в одном случае, но много собственности будет уничтожено в другом.
Оригинальный текст (англ.)They would derive great conveniences from it, on the one hand, and much property would be destroyed on the other.

## География

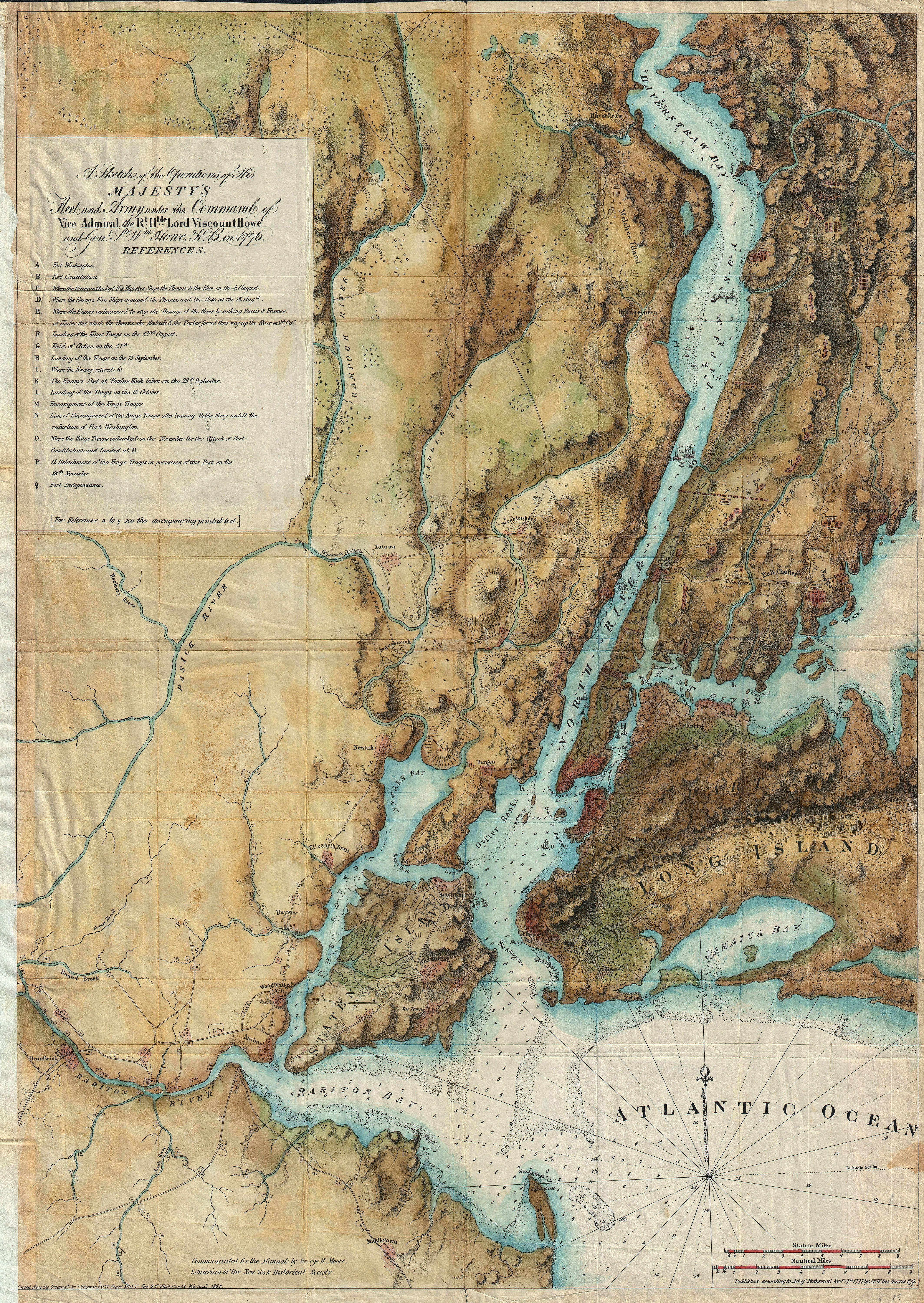
Действия вокруг Нью-Йорка, 1776

Остров Йорк был застроен главным образом по южной оконечности, что примерно соответствует современному Нижнему Манхэттену (собственно город Нью-Йорк), по западному краю (Гринвич-Виллидж), плюс деревня Гарлем на севере. В малонаселённом центре острова имелось несколько низких холмов, из них самые заметные Индианбург и Краун-Хайтс. Паромные переправы связывали остров с окружающими землями. Главный паром на материк, в графство Вестчестер (современный Бронкс), пересекал реку Гарлем у Кингсбридж, близ северной оконечности острова. Остров обтекают две реки, на западе Гудзон, а на востоке Ист-Ривер, которая отделяет его от Лонг-Айленда. Бухта Кип находилась на восточном берегу, примерно между современными 32-й и 38-й улицами, и на запад до Второй авеню. Бухты больше не существует, она засыпана, но в 1776 году она представляла собой отличное место для высадки: большие глубины вблизи берега и широкий луг, удобный для сбора высаженных войск. Широкое устье Ньютаун-крик на берегу Лонг-Айленда против бухты, также в окружении лугов, предоставляло столь же удобный исходный плацдарм.

## Планы сторон
Вашингтон, снова избрал тактику задержек и уклонения. Не зная какой будет следующий шаг генерала Хау, он растянул свои войска вдоль берегов острова Йорк и графства Вестчестер, и активно вел разведку, стремясь получить ключ к планам Хау. Одновременно, опасаясь за Кингсбридж, он обратил особое внимание на британский флот, отсюда и нападение Turtle на HMS Eagle 7 сентября, и усилия по изгнанию отряда из Phoenix, Rose и Tryal, ещё 12 июля проникшего в Гудзон.
5 сентября генерал Натаниель Грин, недавно вернувшийся в строй после болезни, послал Вашингтону письмо с призывом о немедленном выводе армии из Нью-Йорка. Не владея Лонг-Айлендом, утверждал Грин, Нью-Йорк удержать невозможно. Ещё одно решительное поражение, писал он, будет иметь катастрофические последствия. Он также рекомендовал сжечь город, ибо когда англичане им овладеют, его невозможно будет вернуть, не имея флота. Подводя итог, Грин писал, что нет никаких соображений в пользу сохранения Нью-Йорка, и рекомендовал Вашингтону созвать военный совет.
Однако к 7 сентября, когда совет был собран, прибыло письмо от Джона Хэнкока, сообщавшее резолюцию Конгресса: Нью-Йорк не уничтожать, но Вашингтон не должен и защищать его. Кроме того Конгресс решил послать делегацию из трёх человек для переговоров с адмиралом Хау — ими стали Джон Адамс, Бенджамин Франклин, и Эдвард Рутледж.
Британский же план предусматривал снова использовать преимущества флота, и провести ещё одну высадку «берег−берег», путём переправы с Лонг-Айленда на Манхэттен. По соображениям местности (см. выше) была выбрана бухта Кип. Для отвлечения одновременно планировалась демонстрация флота на Гудзоне, по другую сторону острова.
Генерал Хау изначально планировал высадку на 13 сентября, памятуя дату ключевой высадки Джеймса Вульфа в 1759 году, перед битвой на равнинах Авраама. Но разошёлся во мнениях с генералом Клинтоном о направлении атаки. Клинтон утверждал, что высадка на Кингсбридж позволит отрезать американцам отход и уничтожит Вашингтона раз и навсегда. Хау изначально хотел сделать две высадки, одну в бухте Кип, а другую в Хорнс-хук, дальше к северу, но отбросил последний вариант, после предупреждений лоцманов об опасностях пролива Хелл-гейт, где река Гарлем и воды Лонг-Айленд Саунд сливаются с Ист-Ривер.

## Приготовления
Между тем британские войска под командованием генерала Хау продвигались по восточному берегу Ист-Ривер на север. В ночь на 3 сентября 20-пушечный HMS Rose воспользовался приливным течением и, буксируя 30 плоскодонных баркасов, поднялся по Ист-Ривер и встал на якорь в устье Ньютаун-крик. На следующий день вверх по Ист-Ривер двинулись дополнительные транспорты и баркасы. Корабль HMS Renown (50), фрегаты HMS Repulse и HMS Pearl (оба 32), а также шхуна HMS Tryal, вошли в Гудзон.
10 сентября британские войска выдвинулись с Лонг-Айленда и заняли островок Монтрезор, в устье реки Гарлем. Днем позже, 11 сентября, делегация Конгресса прибыла на Стэтен-Айленд, встретилась с адмиралом Хау и три часа вела переговоры. Встреча не привела ни к чему, так как полномочия обеих сторон были сильно ограничены. Она позволила, однако, оттянуть предстоящую британскую атаку, дав Вашингтону больше времени решить, обороняться ли, и если да то где.
На военном совете 12 сентября Вашингтон и его генералы приняли решение оставить Нью-Йорк. 4000 солдат из континентальных войск генерала Израиля Патнэма остались прикрывать город и Нижний Манхэттен, в то время как главная армия двинулась на север, в Гарлем и Кингсбридж. Во второй половине дня 13 сентября началась крупная переброска британских сил. Корабли HMS Roebuck и HMS Phoenix (оба 44), вместе с фрегатами HMS Orpheus (32) и HMS Carysfort (28), в сопровождении шести войсковых транспортов поднялись по Ист-Ривер и встали на якорь в Бушвик-крик. К 14 сентября американцы спешно перевозили боеприпасы и другое имущество, вместе с больными и ранеными, в Оранжтаун, выше по реке. В операции были заняты все наличные лошади и повозки. Разведчики сообщили о движении в лагерях британской армии, но Вашингтон по-прежнему не мог определить, где англичане нанесут удар. К концу дня бо́льшая часть американской армии перешла на север к Кингсбридж и Гарлем-хайтс, и ночью Вашингтон последовал за ней.

## Высадка
После задержки из-за неблагоприятных ветров, утром 15 сентября началась назначенная высадка в бухте Кип. Рано утром адмирал Хау направил Renown, Repulse, Pearl и Tryal в Гудзон для демонстрации, однако Вашингтон и его люди установили, что это отвлекающий ход, и держали свои силы в северной части острова.
500 человек ополчения Коннектикута под командованием полковника Уильяма Дугласа возвели в бухте Кип примитивный бруствер, но многие из этих бывших фермеров и лавочников были необучены и не имели мушкетов. Вместо этого они вооружились самодельными пиками, из насаженного на древко лезвия косы. Они всю ночь не спали, сутки почти ничего не ели, а на рассвете разглядели перед собой пять британских кораблей, стоящих на якоре в Ист-Ривер. Всё утро усиливалась жара, ополченцы ждали в своих канавах, британские корабли стояли в 200 ярдах от берега. Около 10 часов утра генерал Генри Клинтон, которому Хау поручил высадку, приказал начать переправу. Первая волна, более 80 баркасов, приняла 4000 британских и гессенских солдат (им пришлось стоять плечом к плечу), покинула Ньютаун-крик и вошла в Ист-Ривер.
Около 11 утра пять кораблей: Phoenix, Rose, Roebuck, Orpheus и Carysfort начали обстрел, снесли хилый бруствер и посеяли среди ополчения панику. Амброз Серль, личный секретарь адмирала Хау, записал:

Такой страшный непрекращающийся грохот пушек раньше слышали немногие, даже в армии и на флоте
Оригинальный текст (англ.)So terrible and so incessant a roar of guns few even in the army and navy had ever heard before

Обстрел продолжался целый час. Согласно британским записям, один только Orpheus истратил 5376 фунтов пороха за 45 минут. Американцы были наполовину завалены землей и песком, и не могли отвечать огнём из-за дыма и пыли. Когда окончилась канонада, из-за дыма появились баркасы и направились к берегу. К тому времени американцы в панике отступали, и англичане приступили к высадке.
Хотя вскоре из Гарлем-хайтс прибыл Вашингтон и его адъютанты, они не смогли сплотить отступающих бойцов. Вашингтон появился среди людей верхом, примерно в миле от берега бухты, пытаясь повернуть их и привести в какой-то порядок, при этом нещадно ругаясь. Некоторые пишут, что он потерял контроль над собой, размахивал пистолетом, угрожал проткнуть кого-нибудь шпагой. Увидев, что никто не слушает, он швырнул треуголку о землю со словами:

И с этими людьми я должен защищать Америку?
Оригинальный текст (англ.)Are these the men with which I am to defend America?

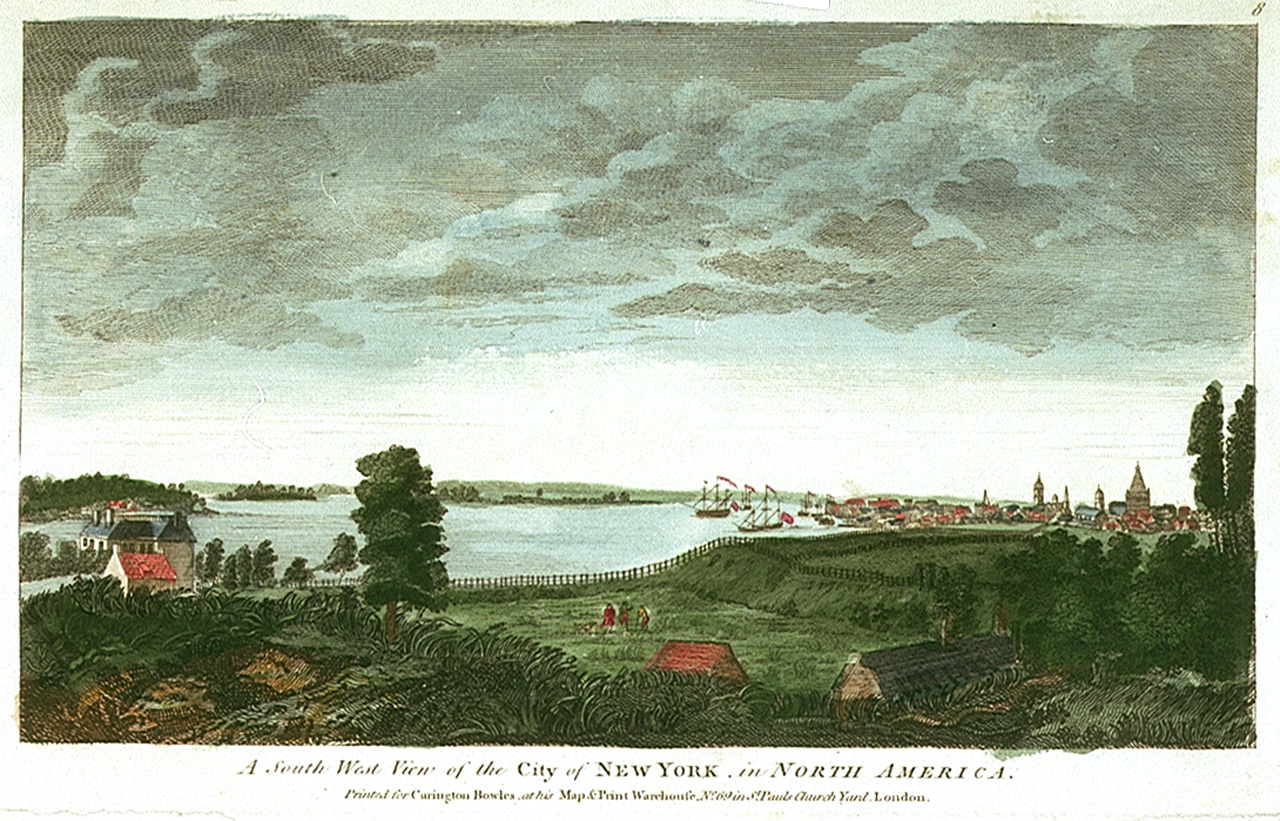
Вид Нью-Йорка ок. 1780 года; примерно здесь 15 сентября 1776 остановилась южная колонна англичан

Гессенцы застрелили или перекололи штыками часть американцев, пытавшихся сдаться. 2000 континентальных войск под командованием генералов Парсонса и Феллоуза прибыли с севера, но при виде беспорядочного отступления ополченцев тоже повернулись и бежали. Вашингтон оказался опасно близко — в сотне ярдов — от противника, прежде чем адъютантам удалось увести его с поля. Тем временем новые британские войска выходили на берег, включая лёгкую пехоту, гренадеров и гессенских егерей. Они наступали в нескольких направлениях. К вечеру следующего дня в бухте Кип высадились 9000 британских войск, и Хау послал бригаду Перси в сторону Нью-Йорка, чтобы формально овладеть городом.
Хотя большинству американцев удалось бежать на север, ушли не все. Один британский офицер-очевидец писал о зверствах гессенцев. Малая цифра американских потерь, однако, указывает на почти бескровный бой. Наступление на юг остановилось в полумиле от фермы Ватта (в районе современной 23-й улицы) встретив сильное сопротивление. Северная колонна остановилась на Инкленберг (возвышение к западу от бухты, современный Мюррей-Хилл), в соответствии с приказом генерала Хау дождаться остальных сил вторжения. Трём тысячам американцев к югу от места высадки повезло. Если бы Клинтон продвигался дальше на запад к Гудзону, он отрезал бы от основной армии войска генерала Патнэма на нижнем Манхэттене — почти треть сил Вашингтона.
Когда началась высадка, Патнэм с частью войск ушел на север. После краткого совещания с Вашингтоном об опасности для войск, оставшихся в городе, он поскакал на юг, возглавить их отступление. Бросив мешавшие им припасы и обоз колонна, с Аароном Барром впереди, двинулась на север вдоль Гудзона. Марш Патнэма был таким быстрым, а британское наступление медленным, что только последние роты в его колонне соприкоснулись с наступающими англичанами. Патнэм и его люди вошли в главный лагерь уже в темноте, когда их не надеялись увидеть. Позже прибыл Генри Нокс, с трудом ускользнув в лодке по Гудзону, и тоже был встречен восторженными криками. Вашингтон его даже обнял.

## Последствия

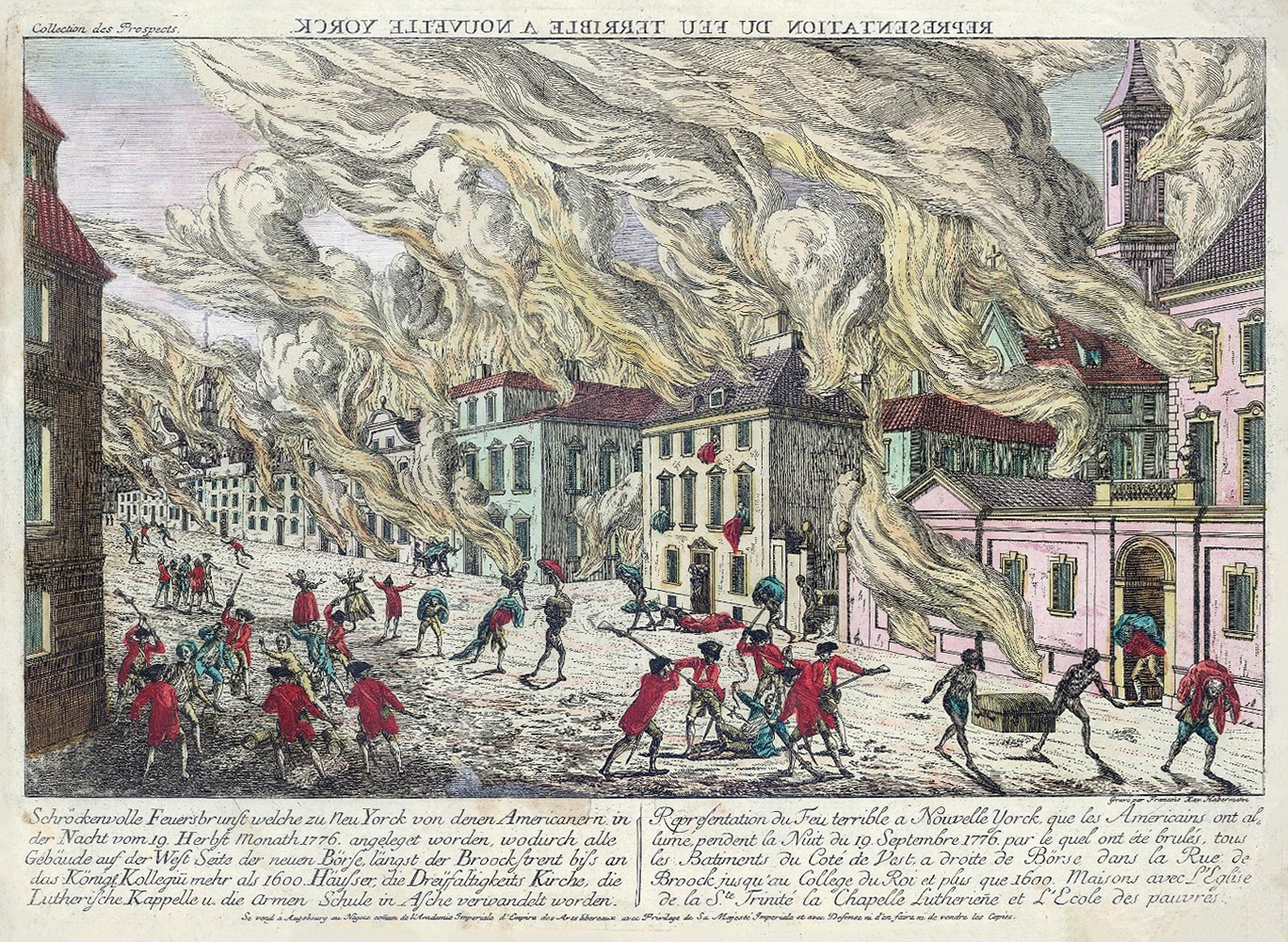
Нью-йоркский пожар 1776 года

Британцев приветствовало оставшееся население Нью-Йорка. Был спущен флаг Континентальной армии и поднят Юнион Джек. Хау, который хотел захватить Нью-Йорк быстро и с минимальным кровопролитием, счёл вторжение полным успехом. В британском лагере многие считали так же. Только позже они ощутили на себе последствия того, что выпустили Континентальную армию из западни. Не желая продолжать бои в тот день, Хау остановил свои войска, не доходя Гарлема. Со временем он получил за Нью-Йорк Орден Бани.
Вашингтон был разъярён поведением своих войск, назвав его «позорным» и «скандальным». Ополченцы Коннектикута, и без того имевшие неважную репутацию, были заклеймены трусами и обвинены в бегстве. Но другие высказывались осторожнее, например генерал-майор Уильям Хит: «раны, полученные на Лонг-Айленде, ещё кровоточили; и если не солдаты, то офицеры точно знали, что город было приказано не защищать». Если бы коннектикутцы остались держать остров Йорк, под пушечным огнём, при подавляющем превосходстве противника, они были бы уничтожены.
На следующий день, 16 сентября, две армии встретились при Гарлем-хайтс.
19 сентября, словно выполняя совет Грина, Нью-Йорк охватил большой пожар. Причины его установить так и не удалось. Обе армии обвиняли в нём друг друга, были и теории поджога, но после разбирательства британские власти формальных обвинений никому не предъявили.